# Eriko Hirose
Eriko Hirose (jap. 広瀬 栄理子, Hirose Eriko; * 16. März 1985 in Inagawa, Präfektur Hyōgo, Japan) ist eine Badmintonspielerin aus Japan.

## Karriere
Sie fing bereits mit 6 Jahren mit dem Badminton im Schulclub ihrer Grundschule an zusammen mit ihrem älteren Bruder. Dort hatte sie auch ihren ersten größeren Erfolg, als sie bei den landesweiten Grundschulmeisterschaften 1996 den 2. Platz im Einzel erreichte. Danach besuchte sie die Nakatani-Mittelschule in Inagawa und erreichte bei den Mittelschulmeisterschaften 1999 den 3. Platz im Einzel. Als sie die Yamada-Oberschule in Aomori besuchte, auf der auch ihre späteren Teamkolleginnen Koharu Yonemoto und Kaori Imabeppu, sowie Mizuki Fujii und Reika Kakiiwa gingen, erreichte sie bei den Inter-High-Oberschulmeisterschaften 2000 im Einzel den 3. und im Doppel den 1. Platz.
Nach der Schule trat sie zum 10. März 2003 in das Unternehmen Sanyo ein und spielte für deren Werksteam bzw. nach der Unternehmensübernahme durch Panasonic 2011 für dessen Werksteam.
Hirose gewann ihren ersten nationalen Titel 2004 im Dameneinzel. Nach einer Titelpause 2005 siegte sie 2006 erneut im Einzel. Nach einer weiteren Saison ohne Titelgewinn war sie 2008 bis 2010 wieder im Dameneinzel erfolgreich.
International gewann sie 2005 Bronze bei den Asienmeisterschaften. 2006 schaffte sie es bei der Badminton-Weltmeisterschaft bis ins Achtelfinale. 2008 konnte sie sich für die Olympischen Sommerspiele in Peking qualifizieren und wurde dort im Einzel 9. Bei den India Open im gleichen Jahr wurde sie 3., während es bei der Malaysia Super Series 2008 nur zum Viertelfinale reichte, wo sie es im Jahr davor noch bis ins Halbfinale geschafft hatte. Das Halbfinale war auch Endstation bei der Singapur Super Series 2007.

## Erfolge
| Saison | Veranstaltung                | Disziplin   | Platz | Name         |
| ------ | ---------------------------- | ----------- | ----- | ------------ |
| 2004   | Japan: Einzelmeisterschaften | Dameneinzel | 1     | Eriko Hirose |
| 2005   | Asienmeisterschaft           | Dameneinzel | 3     | Eriko Hirose |
| 2006   | WM                           | Dameneinzel | 9     | Eriko Hirose |
| 2006   | Japan: Einzelmeisterschaften | Dameneinzel | 1     | Eriko Hirose |
| 2007   | Singapur Super Series 2007   | Dameneinzel | 3     | Eriko Hirose |
| 2007   | Osaka International          | Dameneinzel | 1     | Eriko Hirose |
| 2007   | Malaysia Super Series 2007   | Dameneinzel | 3     | Eriko Hirose |
| 2008   | Malaysia Super Series 2008   | Dameneinzel | 3     | Eriko Hirose |
| 2008   | Japan: Einzelmeisterschaften | Dameneinzel | 1     | Eriko Hirose |
| 2008   | Indian Open                  | Dameneinzel | 3     | Eriko Hirose |
| 2008   | Olympia                      | Dameneinzel | 9     | Eriko Hirose |
| 2009   | Japan: Einzelmeisterschaften | Dameneinzel | 1     | Eriko Hirose |
| 2010   | Japan: Einzelmeisterschaften | Dameneinzel | 1     | Eriko Hirose |